# Бернар Атон IV Транкавель
Бернард Атон IV Транкавель (фр. Bernard Aton IV Trencavel; ум. 1129) — виконт Альби и Нима с 1074 года, виконт Каркассона, Безье и Агда с 1099 года. Сын виконта Альби и Нима Раймона Бернара Транкавеля и виконтессы Каркассона, Безье и Агда Эрменгарды.

## Биография
Родился ок. 1070 г. После смерти отца унаследовал Альби и Ним, первоначально находился под опекой матери. Когда в 1082 погиб на охоте Рамон Беренгер II Барселонский, Эрменгарда Каркассонская захватила Каркасон (права на который в 1067 продала барселонским графам). Она воспользовался тем, что брата погибшего графа обвинили в этом убийстве. В 1099 году после смерти матери Бернард Атон IV принял титулы виконта Каркассона, Безье и Агда.

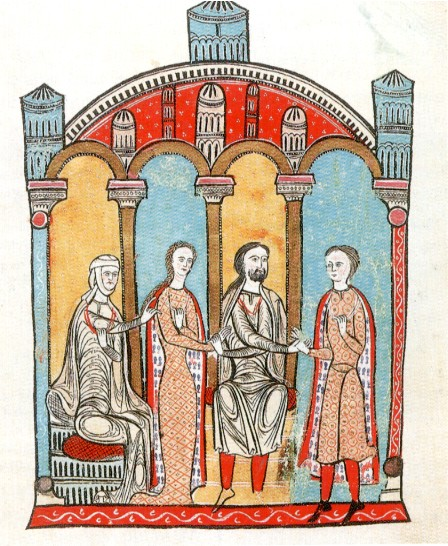
Liber feudorum maior: Эрменгарда с матерью и отцом и её жених Госфред III Руссильонский.

В 1101 году Бернард Атон IV отправился в Святую землю, и Каркассон занял граф Барселоны Раймон Беренгар III. Вернувшись в 1105 году, Бернард Атон IV восстановил свою власть в Каркассоне, Разесе и Лорагэ. Он стал преследовать всех, кто присягнул барселонскому графу, и пострадавшие от его преследований обратились за помощью к Раймону Беренгару.
В 1112 году барселонская армия при поддержке виконта Нарбонна Эмери II подошла к Каркассону, но после вмешательства нарбоннского архиепископа Ришара де Милло отступила. После этого Бернард Атон IV заключил союз с тулузским графом Альфонсом Журденом.
В 1120 жители Каркассона отказались повиноваться и не впустили виконта в город. Свою власть он восстановил только в 1124 г.
Бернард Атон IV умер в 1129 году, и его виконтства разделили трое его сыновей.

## Семья
Жена — Сесиль Прованская (ум. 1150), дочь графа Прованса Бертрана II. Свадьба состоялась в 1083 г. Вероятно, жених и невеста в то время были ещё детьми, потому что их сыновья и дочери родились после 1090 года:
- Роже I Транкавель (ум. 1150), виконт Каркассона и Альби
- Бернард Атон V Транкавель (ум. 1159), виконт Агда и Нима
- Раймон I Транкавель (ум. 1167), виконт Безье
- Эрменгарда (ум. 1156), с 1110 жена графа Госфреда III Руссильонского
- Меттелина, с 1105 жена Арно де Безье-Совиан
- Эрмессинда, с 1121 жена Ростена де Роскьера
- Пагана